# SMS Zrínyi
SMS Zrínyi (Корабль Его Величества «Зриньи») — австро-венгерский броненосец-додредноут типа «Радецкий». Участвовал в Первой мировой войне в составе ВМС Австро-Венгрии. Назван в честь хорватского дворянина и военачальника Миклоша Зриньи, героически сражавшегося и погибшего в 1566 году при осаде турецкими войсками города Сигетвара.
Во время Первой мировой войны «Зриньи» действовал в Адриатическом море. Он служил во 2-м дивизионе линкоров Австро-венгерского военно-морского флота. В течение мая 1915 года обстреливал ключевой итальянский морской порт Анкона. Однако контроль Пролива Отранто союзническим флотом заблокировал выход Австро-венгерского военно-морского флота в Адриатике и командованию пришлось отказаться от стратегических целей. Тем не менее, присутствие Зриньи и других линкоров отвлекало на себя большие силы Союзнических флотов.
К концу 1918, Зриньи был подготовлен для передачи флоту новообразованного Государства сербов, хорватов и словенцев (будущей Югославии), однако 10 ноября 1918 югославские моряки отдали корабль американцам. После передачи военно-морскому флоту Соединенных Штатов «Зриньи» был на короткий срок включен в ВМС США. Вскоре корабль передали Италии, где он и был пущен на слом.